# Malapteruride
Familia malapteruride (Malapteruridae) sau somnii electrici sunt pești de apă dulce din Africa tropicală și Nil. Lungimea maximă de circa 1,0 m (toate speciile de Paradoxoglanis sunt mult mai mici).
Posedă organe electrice derivate din țesutul conjunctiv al dermei sau din musculatura anterioară a corpului. La Malapterurus, organele electrice sunt situate între piele și mușchi de-a lungul întregului corp. Produc un curent electric puternic care poate ameți; unele specii au un sistem electroreceptiv, dar numai Malapterurus are un organ electrogen bine dezvoltat. Intensitatea curentului la Malapterurus electricus ajunge la 200-350  volți, provocând moartea animalelor mici sau paralizează animale mai mari.
Înotătoarea dorsală absentă. Înotătoarea adipoasă situată departe înapoi, aproape de înotătoarea caudală. Înotătoare caudală rotunjită. Înotătoarele sunt lipsite de spini. Trei perechi de mustăți (perechea nazală absentă). Centura scapulară slab fixată de craniu. Vezica înotătoare cu o cameră posterioară alungită, două camere la Malapterurus și trei la Paradoxoglanis.
Familia malapteruride include două genuri, cu 19 specii:
1. Malapterurus (16 specii)
2. Paradoxoglanis (3 specii)